# East Cam River
Der East Cam River ist ein Fluss im Nordwesten des australischen Bundesstaates Tasmanien.

## Geografie
Der elf Kilometer lange East Cam River entspringt rund fünf Kilometer nordöstlich der Hellyer Gorge. Von dort fließt er nach Norden und mündet etwa vier Kilometer nordöstlich des Mount Leslie in den Cam River.